# 端黃裸胸螢金花蟲
端黃裸胸螢金花蟲（学名：Mimastracella flavomargianata）为金花蟲科裸胸螢金花蟲屬下的一个种。